# Tregua dei dodici anni

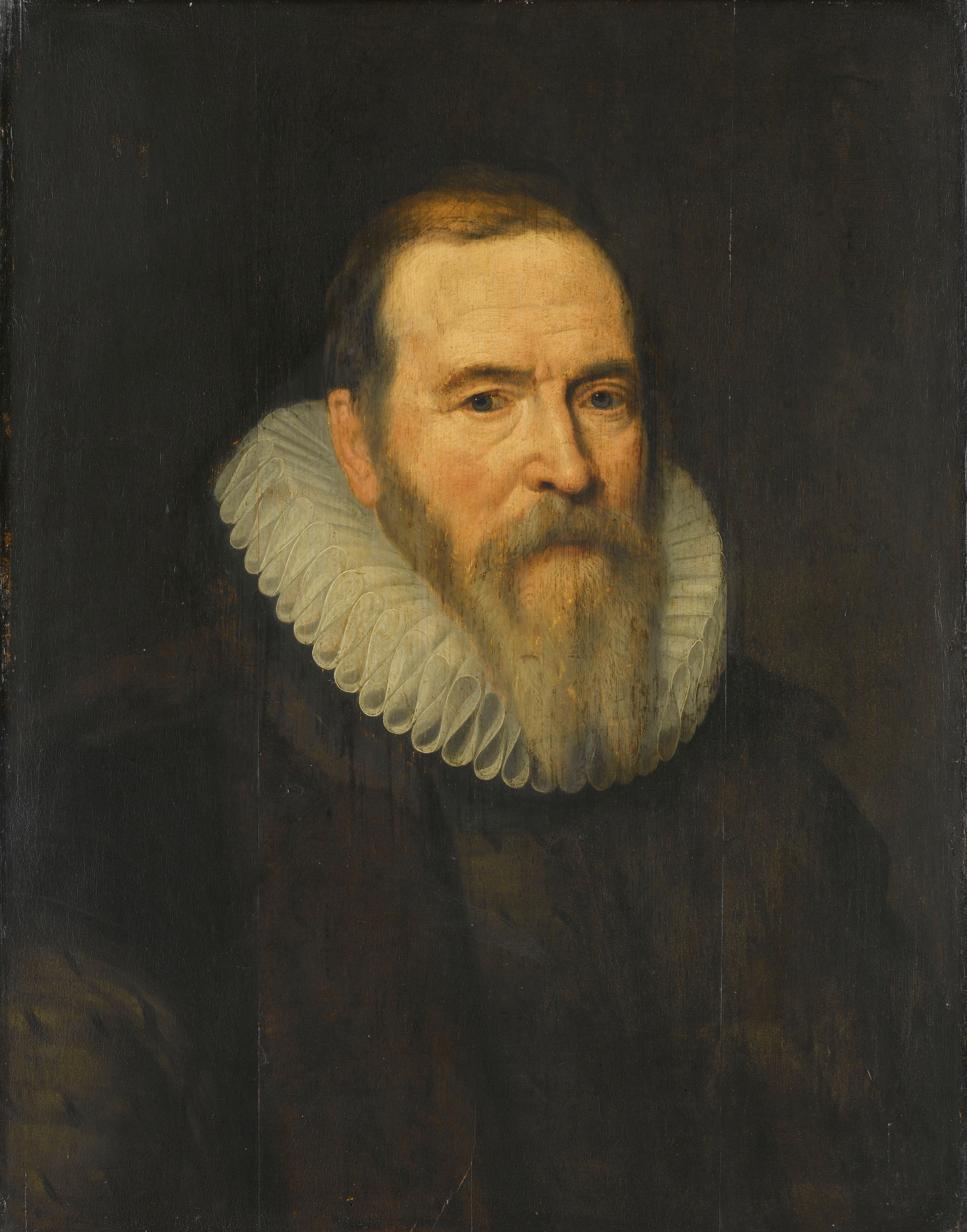
Johan van Oldenbarnevelt (1547-1619), giustiziato il 13 maggio 1619, capo della fazione degli Arminiani

Con il nome di Tregua dei dodici anni si intende il periodo di tregua durante la Guerra degli ottant'anni tra le Province Unite e la Spagna che va dal marzo 1609 al 1621. Tale periodo si rivelò molto prezioso per le Province Unite, che lo sfruttarono per dare corpo alla flotta mercantile e militare che si rivelò determinante per il conseguimento della vittoria e le vicende future della nazione. Allo scadere della tregua il conflitto riprese, inserendosi nel più ampio contesto della Guerra dei trent'anni.

## Firma della tregua
Nel corso dei primi anni del XVII secolo il conflitto tra la Spagna e le Province Unite era giunto in una fase di sostanziale stallo: mentre la Spagna controllava saldamente la parte meridionale dei Paesi Bassi, la parte settentrionale controllata dalle Province Unite era riuscita a stabilire una indipendenza di fatto che gli spagnoli, a causa dei problemi finanziari e della forte presenza della flotta olandese, non riuscirono a minacciare seriamente.
Per questo nel 1608 cominciarono una serie di trattative per l'interruzione dei combattimenti, e con la mediazione dell'Inghilterra e del diplomatico francese Jean Hotman, il 9 aprile 1609 si giunse alla firma del trattato di Anversa, che comportava una tregua tra le Province Unite e la Spagna, che in seguito prese il nome della sua durata prima della ripresa delle ostilità: la tregua dei Dodici anni. Tale accordo poneva termine agli scontri nei Paesi Bassi, ma permetteva agli olandesi di mantenere le loro navi mercantili e da guerra presso le rotte verso l'America meridionale e le Indie portoghesi.

## Eventi durante il periodo di tregua

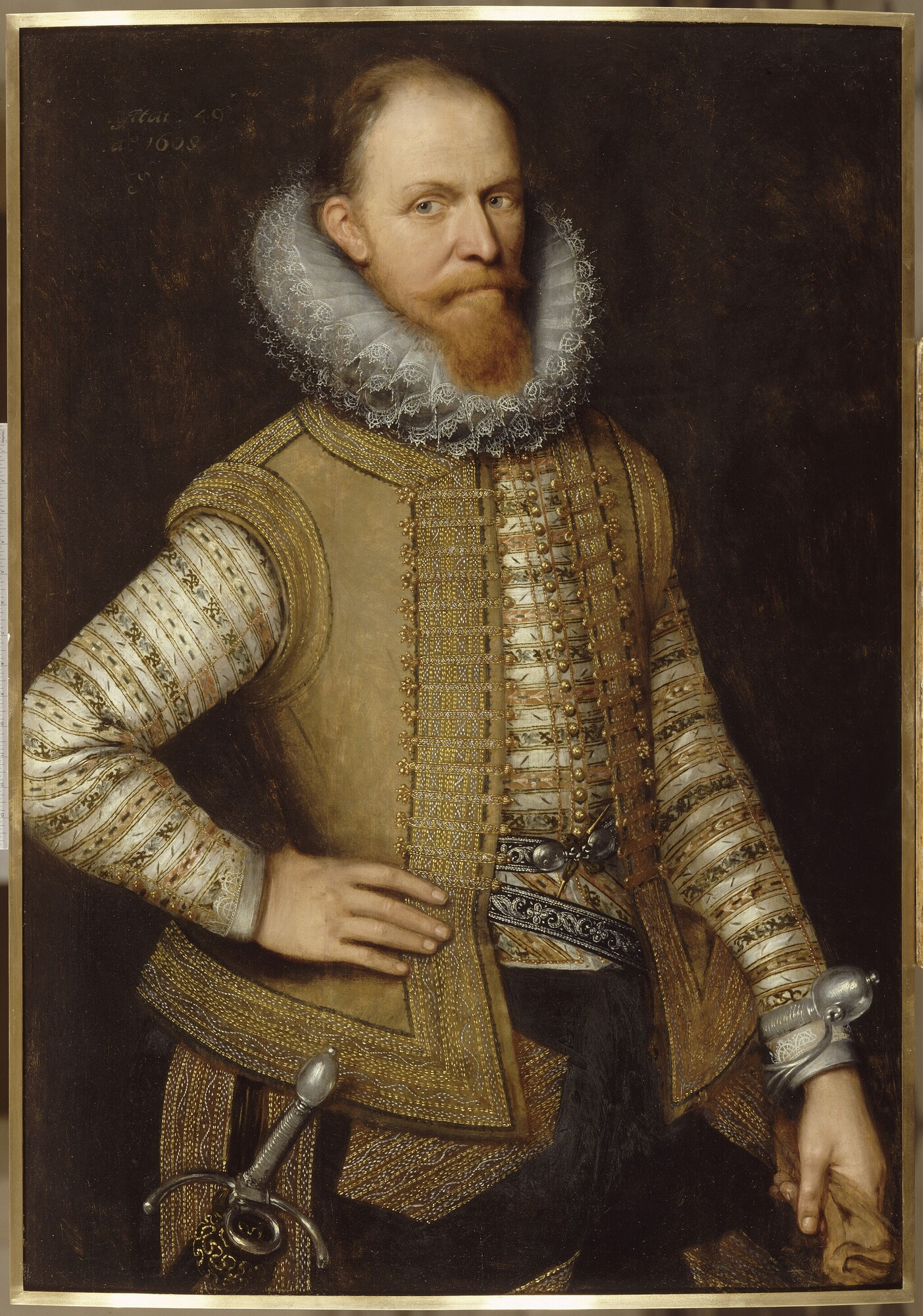
Maurizio di Nassau (1567-1625), statolder delle Province Unite

Gli olandesi misero a frutto i dodici anni di pace, che si rivelarono per le Province Unite una vera e propria età dell'oro, caratterizzata da un intenso sviluppo economico, militare e culturale. Tale sviluppo fu tuttavia turbato da lotte intestine che interessarono le Province Unite, legate a fattori politici e religiosi.
Durante la tregua, infatti, due fazioni emersero nell'agone politico olandese: da un lato, gli Arminiani (da Jacobus Arminius), o Rimostranti, guidati da Johan van Oldenbarnevelt e Hugo Grotius, sostenitori di una borghesia cittadina aperta ad interpretazioni bibliche non estremiste; dall'altra, gli oltranzisti Gomaristi (da Francis Gomar), sostenitori di una stretta osservanza della teocrazia calvinista, alleati allo statolder Maurizio di Nassau fin dal 1610.
Nel 1617 scoppiò la guerra civile, che condusse alla Scherpe Resolutie (scelta obbligata), per cui le città furono autorizzate a sopprimere con la violenza il partito gomarista. La reazione di questi ultimi fu affidata a Maurizio di Nassau, che al Sinodo di Dordrecht accusò van Oldenbarnevelt di alto tradimento, facendolo arrestare e giustiziare il 13 maggio 1619, mentre Grotius si rifugiava nel castello di Loevenstein, partendo poi per l'esilio.
Nonostante le lotte, le Province Unite si dedicarono al potenziamento dell'apparato militare, in vista di una possibile ripresa delle ostilità; fu potenziata in particolar modo la marina da guerra, con un miglioramento della qualità delle navi e un aumento della loro quantità.
Anche i commerci furono estremamente favoriti dal periodo di tregua. Le navi della Compagnia olandese delle Indie Orientali si imposero sui mercati di tutta l'Asia sudorientale, occupando le isole Ambon (dette anche Amboine) e le Banda (note anche come Isole delle Spezie, data la quantità di noce moscata che vi veniva prodotta). Spingendosi sempre più lontano, gli scafi olandesi, guidati da Abel Tasman scoprirono Australia e Nuova Zelanda, mentre a nord fu aperto un fondaco a Hirado, in Giappone. Trattati di amicizia furono firmati con numerosi principi locali, tra i quali quello di Makassar, dei funzionari furono inviati nel Borneo (per i diamanti).
La potenza economica della Compagnia permise anche di fornire sovvenzioni a pittori divenuti celebri in tutto il mondo, Pieter Paul Rubens e Antoon Van Dyck.

## Fine della tregua
Infine, nel 1621, le richieste degli Spagnoli, alle prese con la Guerra dei trent'anni, si fecero eccessive, causando la rottura della Tregua. In particolare gli Olandesi richiedevano la libertà di culto per i protestanti nelle zone controllate dagli Spagnoli, mentre questi ultimi ponevano vincoli sulle rotte commerciali ritenuti inaccettabili dalle Province Unite. Si giunse quindi ad una ripresa delle ostilità, che si intrecciarono con le vicende della Guerra dei trent'anni.
Il comandante spagnolo, Ambrogio Spinola, mantenne per tre anni il blocco su Breda, mentre Maurizio di Nassau fallì la riconquista di Anversa (1625). Alla sua morte, il 23 aprile 1625, gli succedette il suo fratellastro Federico Enrico d'Orange come statolder delle province di Olanda, di Zelanda, di Utrecht, di Overijssel e di Gheldria e come capitano e ammiraglio dell'Unione; egli riportò ben presto numerose vittorie militari.
La pace definitiva dovette attendere ancora un ventennio: solo nel 1648, con la pace di Vestfalia, fu posto fine al conflitto tra Spagna e Province Unite.